# Börtewitz

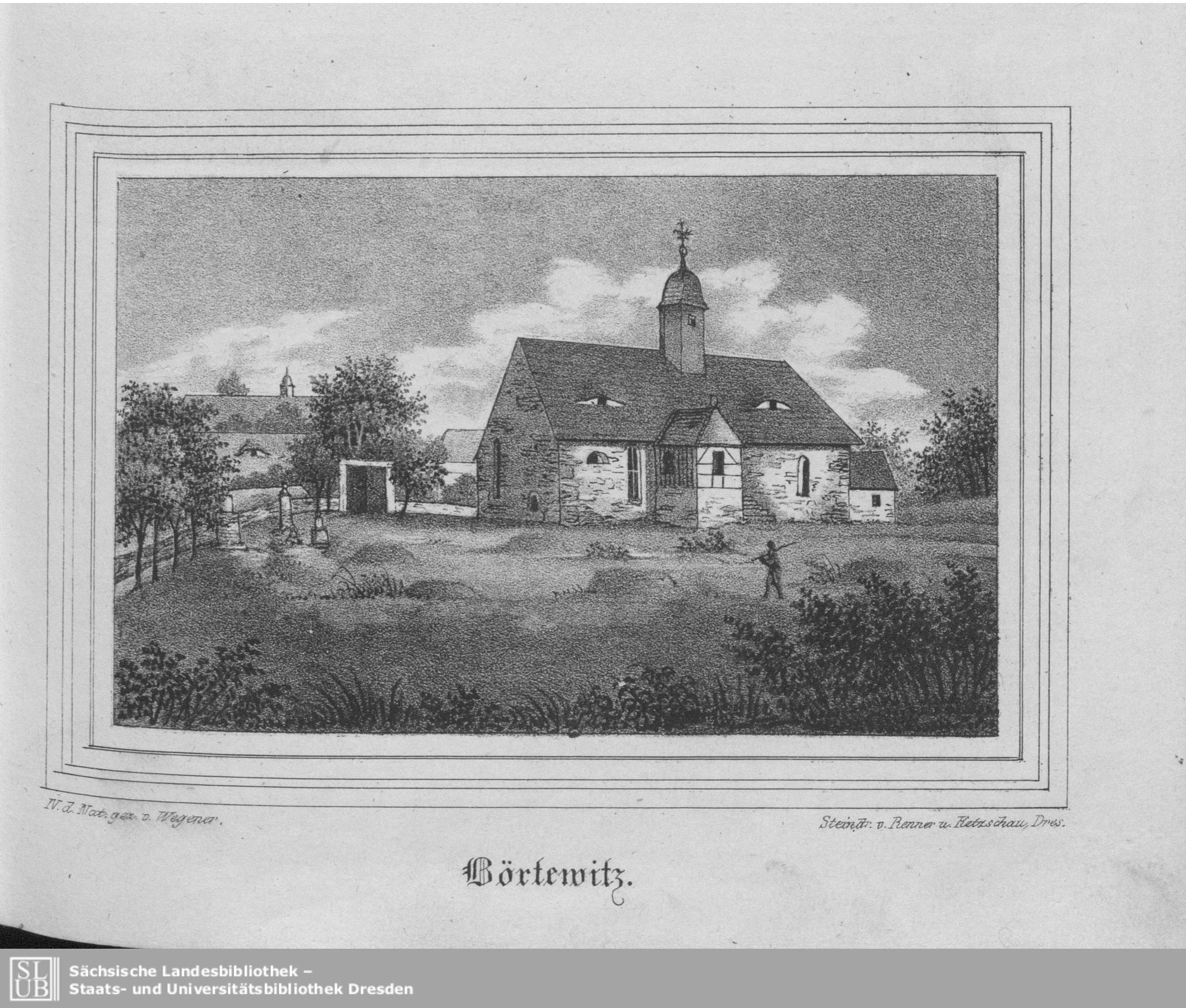
Börtewitz, Kirche um 1840 (Sachsens Kirchengalerie)

Börtewitz ist ein Ortsteil der Stadt Leisnig im Landkreis Mittelsachsen. 1938 wurden Großpelsen mit Kleinpelsen eingemeindet. 1950 hatte der Ort 682 Einwohner. Am 1. März 1991 erfolgte eine Vereinigung mit Bockelwitz, mit diesem kam es 2012 nach Leisnig.

## Geschichte
Das Dorf Börtewitz ist sorbischen Ursprungs, erkennbar an der Tatsache, dass es noch 1403 Wachkorn ins Vorwerk Tragnitz zu liefern hatte, eine Abgabe, die wohl alle Dörfer leisten mussten, die vor der Bildung des Burgwards Leisnig entstanden waren.
Gepfarrt war Börtewitz anfänglich nach der Matthäi-Kirche Leisnig. 1268 errichtete Cecilia, Witwe des Thammo von Mahris, eine Kirche, wobei sie den Pfarrer von St. Matthäi mit erkauften Einnahmen entschädigte. Sie erhielt zusammen mit ihren Söhnen das Patronatsrecht über die Kirche. 1286 wurde die Kirche der Kirche in Altleisnig zugeordnet. 1297 übertrug Cecilia von Mahris das Patronat an das Kloster Buch, da ihre Söhne bereits gestorben waren, damit kein Auswärtiger an die Pfarre käme. In der Folgezeit blieb Börtewitz Filialkirche von Altleisnig, hatte also keinen eigenen Pfarrer. Nach der Reformation wurde sie Bockelwitz zugeordnet. Eine Beschreibung des Baues findet sich bei Gurlitt und bei Dehio.
Zwischen 1213 und 1361 werden Herren von Börtewitz in 41 Urkunden der Burggrafen von Leisnig als Zeugen genannt. Sie waren Ministerialen der Burggrafen und werden als miles, militaris, castrensis oder castellanus bezeichnet. Die Lage des Herrensitzes ist unbekannt, die entsprechende Karte der ersten Landesaufnahme von Sachsen durch Matthias Oeder (1586–1607), fertiggestellt von Balthasar Zimmermann, zeigt in Börtewitz noch ein Vorwerk. Ein kurzer Abriss der weiteren Geschichte des Rittergutes findet sich im Album der Rittergüter.
1378 hatte Börtewitz jährlich 26 Scheffel Korn und dasselbe in Hafer, dazu ein Küchenrind, an das castrum Leisnig zu liefern.
Nach dem Amtserbbuch Leisnig von 1548 gehörten zu Börtewitz 11 besessene Mann mit 13,5 Hufen, Ober- und Erbgericht gehören ins Amt, die Lehen ins Kloster(-amt) Sornzig.
Die Schulmeister zu Börtewitz von der Reformation bis 1750 sind in der Chronik von Leisnig zu finden. Dieser Quelle bedient sich auch die Sächsische Kirchengalerie, die weitere Ereignisse und Anekdoten zur Geschichte anführt.